# Kate Fotso
Kate Kanyi-Tomedi Fotso (...) è un'imprenditrice camerunese, fondatrice della più grande azienda esportatrice di cacao in Camerun, la Telcar Cocoa. Secondo Forbes Africa, è la donna più ricca del Camerun e la ventesima persona più ricca dell'Africa francofona.

## Carriera
Fotso è impegnata nell'industria del cacao da oltre 20 anni ed è stata definita la "signora di ferro del settore del cacao". È stata sposata con André Fotso, un uomo d'affari camerunense che fondò il TAF Investment Group e che era a capo dell'Associazione dei datori di lavoro del Camerun. Suo marito è morto il 2 agosto 2016.
Fotso è la fondatrice e direttrice della società Telcar Cocoa, la più grande esportatrice di fave di cacao in Camerun, che copre il 30% delle esportazioni di cacao del paese, con circa 48.000 tonnellate di cacao esportate nel 2015-16. Telcar lavora in stretta collaborazione con la società agricola americana Cargill. Kate Fotso è stata nominata dal presidente camerunense Paul Biya per rappresentare gli esportatori nel consiglio di amministrazione del porto autonomo di Kribi. È azionista di Ecobank Cameroun e gestisce gli investimenti e il capitale che ha ereditato dal marito. È anche a capo dell'iniziativa Kargill Cocoa Promise, un programma per migliorare la formazione dei lavoratori agricoli in Camerun, che ha portato alla formazione di 21.000 coltivatori di cacao nel 2011 e nel 2015.
Con un patrimonio netto di 252 milioni di dollari, secondo Forbes Africa, Kate Fotso è la donna più ricca del Camerun. Ha la ventesima più grande fortuna dell'Africa francofona ed è la prima donna ad essersi mai classificata tra le prime 30 nell'Africa o nell'Africa subsahariana di lingua francese. È stata inoltre nominata dall'edizione francese di Slate tra le dieci personalità più influenti del Camerun.